# Адрар-Іфорас
Адра́р-Іфора́с (Іфорас; фр. Adrar des Ifoghas, туарезькою мовою ⴰⴷⵔⴰⵔ ⵏ ⵉⴼⵓⵖⴰⵙ, Adrar n Ifoghas, що означає "гори Іфорас") — плоскогір'я в північній Африці, на півдні пустелі Сахари, на кордоні Малі та Алжиру. Адміністративно більша частина належить до малійської області Кідаль.
Висота плато становить до 890 м.
Плоскогір'я складене докембрійськими кристалічними породами, головним чином гранітами. По долинам вадів, які зберігають ґрунтові води, — рослинність запустеленої савани за участю ксерофітних злаків (дике просо та ін.). На вершинах — гірські пустелі з поодинокими ксерофітними акаціями. В оазах розвинене землеробство (пшениця, тютюн, перець, цибуля). Розводять верблюдів та зебу.
Населення складається переважно з туарегів.
|              |                       |
| Еолові скелі | В'їзд до міста Кідаль |

## Географія
Площа масиву становить приблизно 250 000 км2. Регіон усипаний гранітними нагромадженнями у вигляді сильно еродованих брил. Долини широкі й неглибокі; вони відкриваються на схід до рівнини Тамесна, на захід до канави Тілемсі, на південь до західного басейну Азаваг і на північ до Танезроуфта

## Топоніміка
У Тамашеку adrar означає «гора». Що стосується слова ifoghas, то воно позначає членів аристократичного клану туарегів, який протягом кількох поколінь відігравав домінуючу політичну роль у регіоні. Вони пастухи верблюдів, кіз і овець, якими торгують. Оригінальна назва місцевості — просто «Адаг» («гора»). Назва «Adrar des Ifoghas» була присвоєна французькою колоніальною адміністрацією, щоб уникнути плутанини з регіоном Адрар в Мавританії, який також був окупований Францією.